# Локгвабе
Локгвабе (англ. Lokgwabe) — населённый пункт сельского типа на юго-западе центральной части Ботсваны, на территории округа Кгалагади.

## Общая информация
Деревня расположена в северной части округа, в пустыне Калахари. Абсолютная высота — 1127 метров над уровнем моря. Имеется начальная школа.

## Население
По данным на 2013 год население деревни составляет 1733 человека.
Динамика численности населения деревни по годам:
| 2001 | 2013 |
| ---- | ---- |
| 1304 | 1733 |